# Telefonvorwahl (Demokratische Republik Kongo)
| Vorwahl Codes              |
| -------------------------- |
| Telefonvorwahl: 243        |
| Internationale Vorwahl: 00 |

Die Telefonvorwahlnummern in der Demokratischen Republik Kongo werden vom Kongolesischen Post- und Telefonamt (OCPT) organisiert und vergeben.
Die Anwahl einer kongolesischen Telefonnummer aus dem Ausland geschieht folgendermaßen:
Internationale Vorwahl + 243 (Ländercode) + Vorwahl (ohne führende 0) + Telefonnummer.
Die Anwahl innerhalb des Landes kann stets so erfolgen:
Vorwahl + Telefonnummer.
Im Festnetz kann eine Nummer im selben Vorwahl-Bereich auch ohne Vorwahl angewählt werden.

## Ortsvorwahlen
Es bestehen rund 10 000 Festnetzanschlüsse im ganzen Land. Die Vorwahl war zweistellig, gefolgt von einer sechsstelligen Telefonnummer. Das Festnetz der OCPT ist zu großen Teilen oder vollständig zusammengebrochen. In der Provinz Kinshasa funktionieren einzig Festnetzanschlüsse von Standard Telecom, einem gemeinsamen Unternehmen der kongolesischen Post OCPT (40 %) und der südkoreanischen Firma Aihan Global Holding (60 %). Diese Anschlüsse haben siebenstellige Nummern, welche mit 5 beginnen.
- 01 Provinz Kinshasa
  - 01 30 xx xx
  - 01 31 xx xx
  - 01 35 xx xx
  - 01 36 xx xx
  - 01 37 xx xx
  - 01 38 xx xx
  - 01 5x xx xx
  - 01 5xx xx xx Standard Telecom
- 02 Katanga
  - 02 40 xx xx
  - 02 41 xx xx
  - 02 42 xx xx
  - 02 5x xx xx
- 03 Westliche Landesteile
  - 03 43 xx xx Provinz Zentralkongo (ehemals Niederkongo)
  - 03 48 xx xx ehemalige Provinz Bandundu
  - 03 5x xx xx ehemalige Provinz Bandundu
- 05 Nördliche Landesteile
  - 05 46 xx xx ehemalige Äquator-Provinz
  - 05 47 xx xx ehemalige Provinz Orientale
  - 05 5x xx xx ehemalige Provinz Orientale
- 06 Östliche Landesteile
  - 06 47 0x xx Süd-Kivu
  - 06 47 1x xx Süd-Kivu
  - 06 47 2x xx Süd-Kivu
  - 06 47 3x xx Maniema
  - 06 47 4x xx Maniema
  - 06 47 6x xx Nord-Kivu
  - 06 47 7x xx Nord-Kivu

## Mobilfunkvorwahlen
Im Mobilfunk sind im Kongo dreistellige Vorwahlen und siebenstellige Telefonnummern gebräuchlich: 0xx xxx xx xx.
- 080 Supercell (nur in Nord-Kivu)[5]
- 081 Vodacom
- 082 Vodacom
- 084 Orange (ex CCT: Congo-China-Telecom)
- 085 Orange (ex CCT)
- 088 Yozma (?)[6]
- 089 Tigo (ehemals Oasis, ehemals Sait Télécom, auch ehemalige Starcel)
- 090 Africell (seit Sommer 2012)
- 097 Airtel Africa (ehemals Zain, ehemals Celtel)
- 098 Airtel
- 099 Airtel

- aus politischen oder administrativen Gründen den Betrieb wieder eingestellt:[7]
  - 0xx Sogetel
  - 078 Afritel
  - 0xx Cellco